# Oromfal

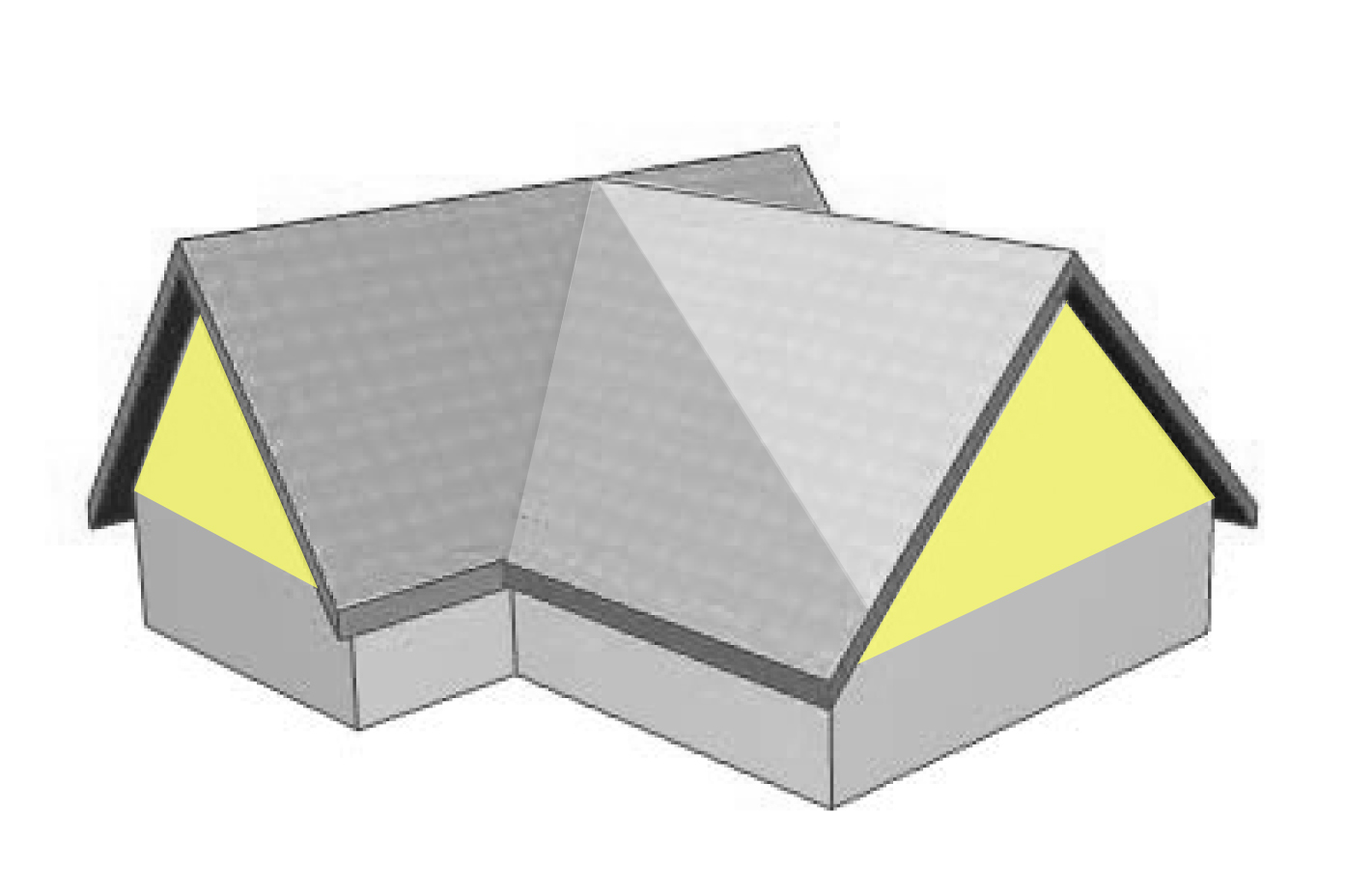
Egyszintes ház három oromfallal, melyek közül kettő látszik (sárgával kiemelve). Az oromfalak ilyen találkozásánál beszélünk „keresztezett oromfalas tetőről”

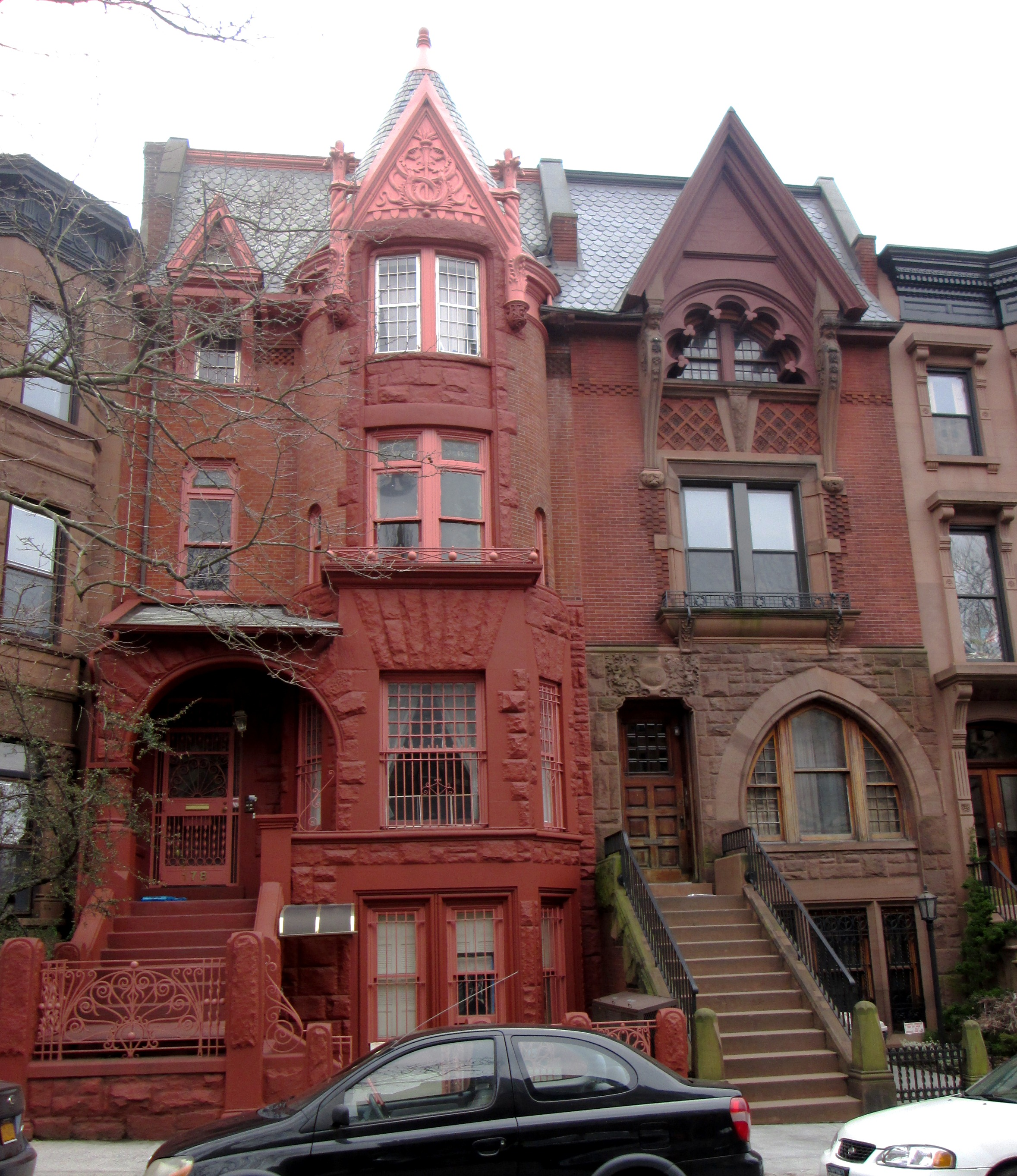
A Brooklyn Park Slope városrészében található St. John's Place 176 és 178 dekoratív oromfalai

Az oromfal egy általában háromszög alakú része a falnak, az egymással érintkező tetők hajlásszög alatti része. Az oromfal alakja és a kidolgozottsága függ a használt építészeti rendszertől, aminek főbb meghatározói az éghajlat, a használt anyagok és az elfogadott esztétikai elvek. Az oromfal azonban gyakran az egész falra értendő, a háromszög alakú rész alatti terület is. Egyes tetőtípusok alatt nincs oromzat, ilyen például a  nyeregtető. Az oromtető is az alatta jellegzetesen megtalálható oromzatról kapta a nevét.
Egy ívekből elkészített mellvédsor (holland oromzat) vagy horizontális lépcsős lépcsőzetes oromfal elrejtheti a tető átlós vonalait. 
A mai modern oromfalakat gyakran úgy kezelik, mint a régi klasszikus háromszögletű oromzatokat. A klasszikus struktúrákkal ellentétben – melyek oszlopokon és fejgerendákon nyugodtak – azonban az oromzatban végződő létesítmények tartófali elemek. 
Oromzattal textíliák végét, valamint lejtős tetők egy részét is díszítik, attól függően, hogy mennyi hóra számítanak.
Az éles oromzati tetők a gótikus és a klasszikus görög építészet jellegzetességei.
Az oromzati tető ellentéte vagy inverze a V tető.

## Frontoldali és oldalsó oromzatok

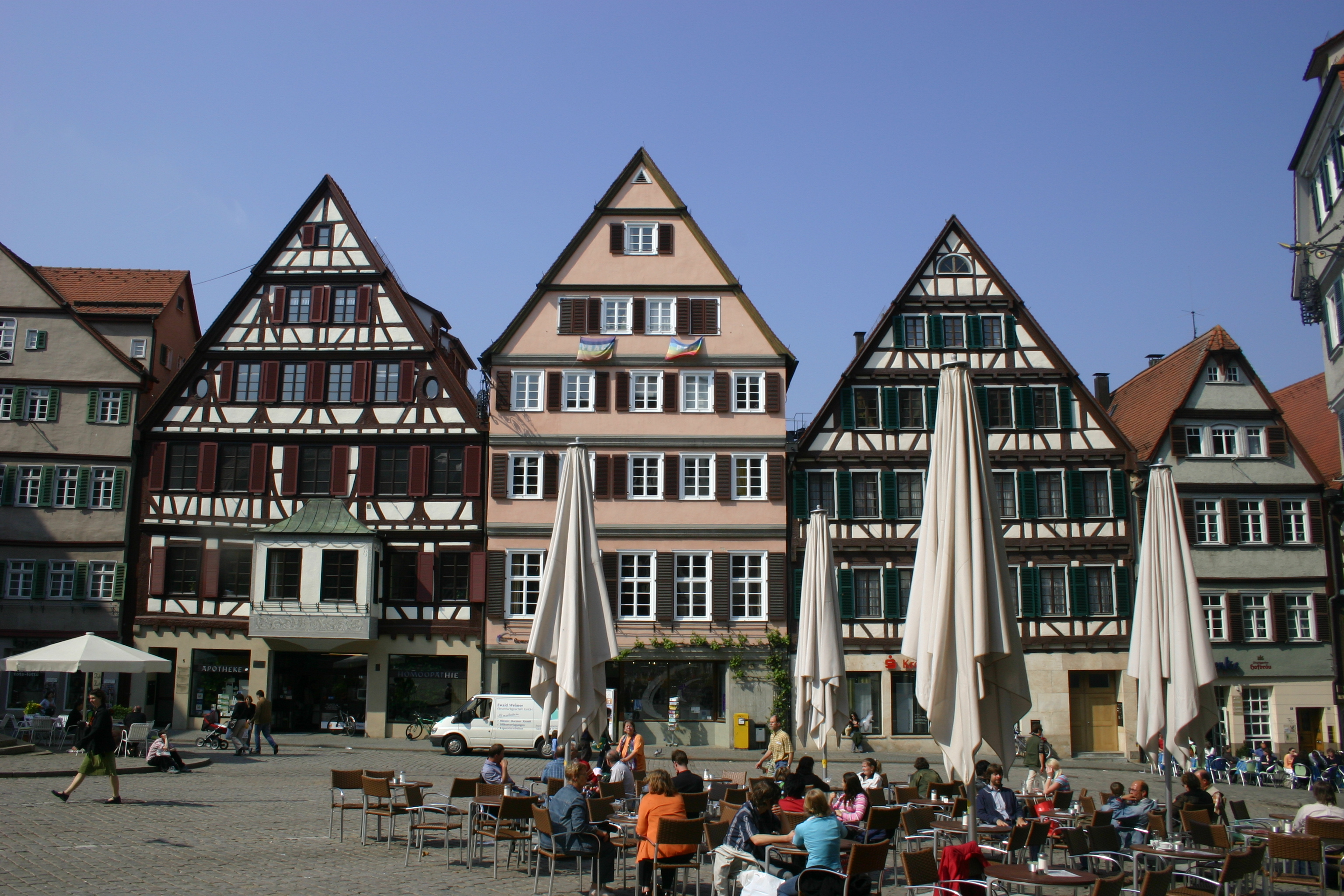
Frontoldali oromzatok Tübingenben

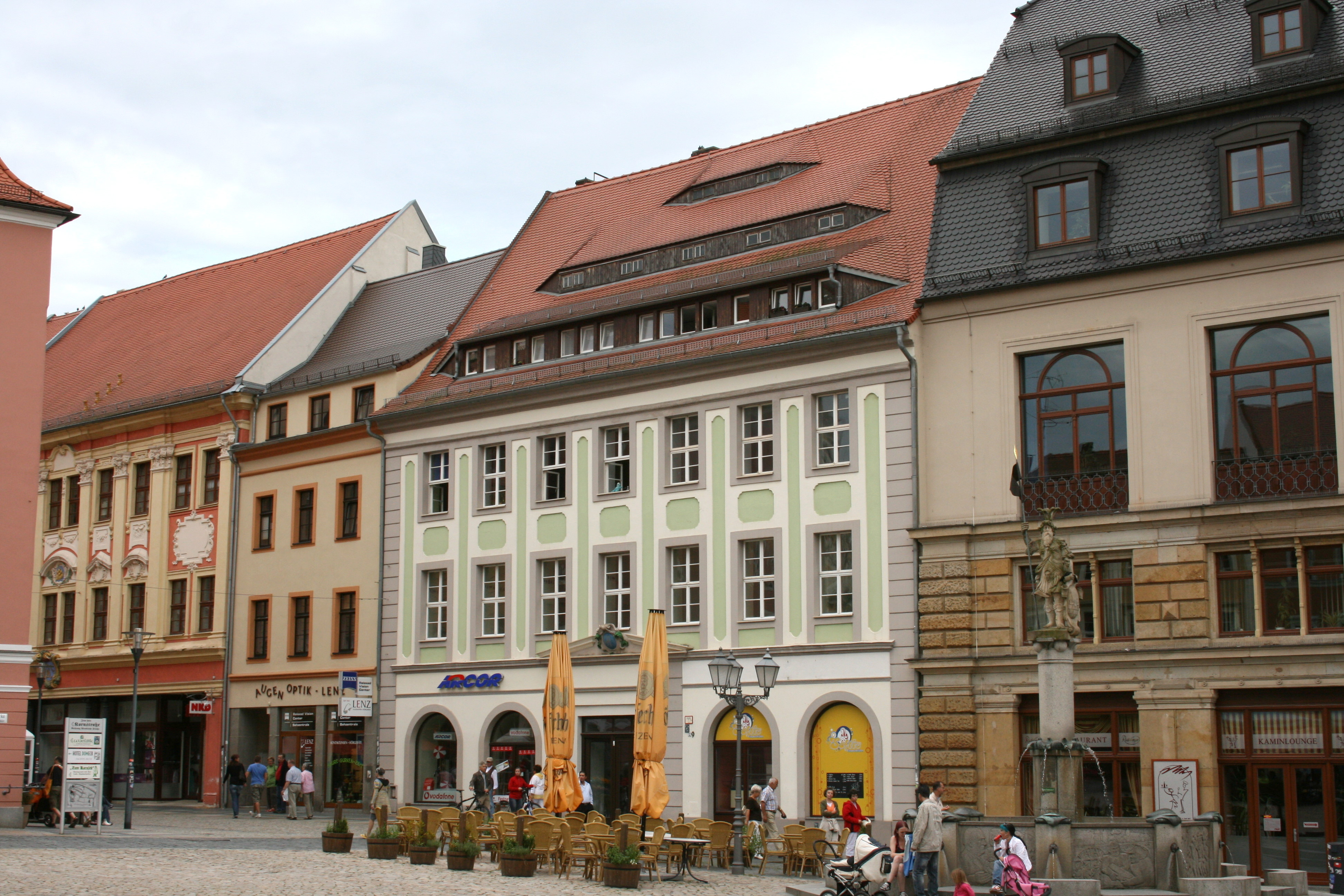
Oldalsó oromzatos házak Bautzenben

Míg a frontoldali oromzatos épületeknél az utca felé néz az oromfal, addig az oldalsó oromzatos házak tetői párhuzamosak az úttal. Ezeket a fogalmakat az építészet és a városrendezés is használja, hogy ezekkel határozzák meg egy épület elhelyezkedését egy városi környezetben.
A frontoldali oromzatok a gótikus német utcákra, míg az oldalsó oromzatok a reneszánsz olasz építészetre jellemzők. A XIX. század elejétől az 1920-as évekig Amerikában a frontoldali oromzat volt a meghatározó.

## Vimperga

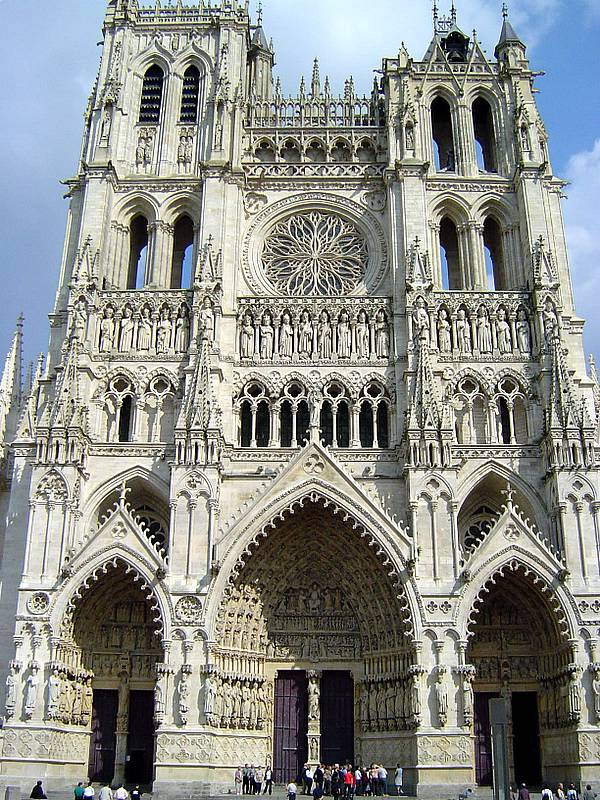
Amiens katedrálisának három oldalán vimpergával, dísztornyocskákkal és rózsaablakokkal

A vimperga a német és holland neve annak a gótikus építészeti stílusnak, ahol  mérműveket tesznek az ablakok és a kapu fölé, melyeket gyakran dísztornyocskák egészítettek ki. A gótikus építészet, azon belül is a katedrálisépítészet tipikus eleme. A vimpergákat a gótikus időkben gyakran ellátták bimbódíszekkel vagy más díszítő elemekkel. Vimpergákat azért alkalmaztak, mert ezekkel azt az érzést lehetett kelteni, hogy az adott épület a valóságosnál magasabb.

## Hátrányai
Hurrikánokkal vagy tornádókkal sújtott régiókban nem ajánlott oromzatos épületeket építeni, mert ezek könnyen leválnak az erős szélben. A háromszög alakú falon túlnyúló tető gyakran olyan csapdát jelent, amibe a szél az esernyőkhöz hasonlóan tud belekapni. Az oromzatra merőlegesen fújó szél ráadásul nagy nyomást tud kifejteni.

## A kultúrában
- Az Anne otthonra talál (1908) című, Lucy Maud Montgomery kanadai író regényéből készült, Magyarországon is vetített filmsorozatban a főszereplőt örökbe fogadó testvérpár házát nevezik Zöld Oromnak.
- The Seven Lamps of Architecture, John Ruskin hatásos véleménye az építészet igazságáról.

## Fordítás
Ez a szócikk részben vagy egészben  a   Gable című angol Wikipédia-szócikk ezen változatának fordításán alapul.  Az eredeti cikk szerkesztőit annak laptörténete sorolja fel. Ez a jelzés csupán a megfogalmazás eredetét és a szerzői jogokat jelzi, nem szolgál a cikkben szereplő információk forrásmegjelöléseként.